# Combiers
Combiers é uma comuna francesa na região administrativa da Nova Aquitânia, no departamento de Charente. Estende-se por uma área de 23,96 km². Em 2010 a comuna tinha 128 habitantes (densidade: 5,3 hab./km²).